# Северный Перчукъёль
Северный Перчукъёль, Перчукъёль — река в России, протекает по территории Троицко-Печорского района Республики Коми. Устье реки находится в 36 км по левому берегу реки Пырсъю. Длина реки составляет 12 км.
Река берёт начало на Северном Урале, на западных склонах хребта Маньхамбо. Начало реки находится близ границы с Ханты-Мансийским автономным округом и на глобальном водоразделе Печоры и Оби, рядом лежат верховья реки Маньняис.
Река течёт на северо-запад, носит горный характер и сохраняет высокую скорость течения на всём протяжении. Всё течение проходит в ненаселённой холмистой тайге на территории Печоро-Илычского заповедника. Ширина реки на всём протяжении не превышает 10 метров.

## Данные водного реестра
По данным государственного водного реестра России относится к Двинско-Печорскому бассейновому округу, водохозяйственный участок реки — Печора от истока до водомерного поста у посёлка Шердино, речной подбассейн реки — Бассейны притоков Печоры до впадения Усы. Речной бассейн реки — Печора.
По данным геоинформационной системы водохозяйственного районирования территории РФ, подготовленной Федеральным агентством водных ресурсов:
- Код водного объекта в государственном водном реестре — 03050100112103000058501
- Код по гидрологической изученности (ГИ) — 103005850
- Код бассейна — 03.05.01.001
- Номер тома по ГИ — 03
- Выпуск по ГИ — 0